# Бейкер, Кэрролл
Кэ́рролл Бе́йкер (англ. Carroll Baker; род. 28 мая 1931[…], Джонстаун, Пенсильвания) — американская актриса и секс-символ, ставшая популярной благодаря своим драматическим ролям в 1960-х годах.

## Биография

### Юные годы
Кэрролл Бейкер родилась 28 мая 1931 года в городке Джонстаун, штат Пенсильвания, в семье торговца Уильяма Уотсона Бейкера и его супруги Вирджинии. После окончания школы она год обучалась в колледже, а затем некоторое время была ассистенткой фокусника.

### Карьера
Её карьера в кино стартовала в 1953 году с небольшой роли в фильме «Легко любить». В том же году она вышла замуж за Луи Риттера, брак с которым распался спустя несколько месяцев. После прохождения тренинга в прославленной нью-йоркской Актёрской студии она появилась на Бродвее в постановке «Всё долгое лето». Там её заметил режиссёр Элиа Казан и пригласил в свой скандальный фильм «Куколка», по сценарию Теннесси Уильямса. Роль Куколки Мигэн, юной девушки, которая по совершеннолетию должна стать женой лысеющего мужчины средних лет в исполнении Карла Молдена, принесла ей славу, а также номинации на премии «Оскар», «Золотой глобус» и «BAFTA». В том же году она появилась вместе с Элизабет Тейлор и Джеймсом Дином в фильме «Гигант», получившим позже несколько премий «Оскар».
После выхода франко-итальянского фильма «Нежные руки Деборы» с её участием об актрисе узнали в Европе.
Во время обучения в актёрской студии она познакомилась с режиссёром Джеком Гарфайном, за которого в 1955 году вышла замуж. Гарфайн был евреем, и ради него Бейкер приняла иудаизм. Этот брак принёс ей двоих детей: дочь Бланш Бейкер, которая как и мать стала актрисой, и сына — композитора Хэршела Гарфайна, и завершился разводом в 1969 году.
На протяжении следующих двух десятилетий Бейкер продолжала активно сниматься в кино, появившись во многих знаменитых фильмах, среди которых «Как был завоёван Запад» (1962), «Гарем» (1967), «Нежные руки Деборы» (1968), «Капитан Апач» (1971) и многих других. В 1964 году Кэрролл Бейкер получила роль в фильме «Мистер Моисей», съёмки которого проходили в Восточной Африке. По окончании съёмок появились сообщения о том, что вождь одного из племён масаи покорился красотой актрисы и готов был отдать за её руку 150 коров, 200 коз и овец, а также 750 долларов в придачу.
Новая волна популярности настигла актрису после выхода биографического фильма «Харлоу», повествующего о секс-символе 1930-х годов Джин Харлоу, и в котором Бейкер исполнила главную роль. Фильм собрал в прокате 13 000 000 долларов и стал главным хитом 1965 года. Эта картина также послужила началом недолгого романа актрисы с продюсером фильма Джозефом Левином.

### Поздние годы
После проблем с руководством Paramount Pictures и разводом со вторым мужем, Кэрролл покинула США и на несколько лет перебралась в Европу, где первоначально поселилась в Италии. За годы жизни там она снялась в нескольких фильмах в самой Италии, а также в Германии, Испании и Великобритании. В конце 1970-х годов Бейкер вернулась на родину, где возобновила карьеру в кино, а также и на театральной сцене. Прежнего успеха на большом экране ей уже повторить не удалось, и актриса довольствовалась небольшими второстепенными ролями в кино и на телевидении. Среди её работ тех лет наиболее приметными стали роли в фильмах «Звезда-80» (1983), «Чертополох» (1987) и «Детсадовский полицейский» (1990). В 1997 году она появилась в фильме «Игра» с Майклом Дугласом в главной роли.
В 1978 году актриса в третий раз вышла замуж, за британского актёра Дональда Бёртона, с которым была вместе до его смерти от эмфиземы в 2007 году.
Кэрролл Бейкер является автором трёх книг: «Куколка: Автобиография», опубликованная в 1983 году, а также «Римский рассказ» и «В Африку с любовью», поступившие в продажу в 1985 году.
За свой вклад в кино актриса удостоена звезды на голливудской «Аллее славы».

## Избранная фильмография
| Год  |    | Русское название                              | Оригинальное название        | Роль                |
| ---- | -- | --------------------------------------------- | ---------------------------- | ------------------- |
| 1956 | ф  | Гигант                                        | Giant                        | Лаз Бенедикт II     |
| 1956 | ф  | Куколка                                       | Baby Doll                    | Куколка Миган       |
| 1958 | ф  | Большая страна                                | The Big Country              | Патриша Террилл     |
| 1962 | ф  | Как был завоёван Запад                        | How The West Was Won         | Ив Прескотт Ролингс |
| 1964 | ф  | Осень шайеннов                                | Cheyenne Autumn              | Дебора Райт         |
| 1965 | ф  | Величайшая из когда-либо рассказанных историй | The Greatest Story Ever Told | Вероника            |
| 1967 | ф  | Гарем                                         | L’harem                      | Маргерита           |
| 1968 | ф  | Нежные руки Деборы                            | Il dolce corpo di Deborah    | Дебора              |
| 1983 | ф  | Звезда-80                                     | Star 80                      | мать Дороти         |
| 1983 | тф | Красный монарх                                | Red Monarch                  | Браун               |
| 1987 | ф  | Чертополох                                    | Ironweed                     | Энни Фелан          |
| 1990 | ф  | Детсадовский полицейский                      | Kindergarten Cop             | Элеанор Крисп       |
| 1991 | с  | Байки из склепа                               | Tales from the Crypt         | мать Палома         |
| 1992 | ф  | Джекпот                                       | Jackpot                      | мадам               |
| 1993 | с  | Она написала убийство                         | Murder, She Wrote            | Сибелла Стоун       |
| 1993 | с  | Закон Лос-Анджелеса                           | L.A. Law                     | Рей Моррисон        |
| 1995 | с  | Надежда Чикаго                                | Chicago Hope                 | Сильви Теннен       |
| 1997 | ф  | Игра                                          | The Game                     | Ильза               |
| 1999 | с  | Город пришельцев                              | Roswell                      | Клодия Паркер       |

## Награды и номинации
| Награда        | Год  | Категория                                      | Название работы  | Результат |
| -------------- | ---- | ---------------------------------------------- | ---------------- | --------- |
| Оскар          | 1957 | Лучшая женская роль                            | Куколка          | Номинация |
| Золотой глобус | 1957 | Лучшая женская роль в драматическом кинофильме | Куколка          | Номинация |
| Золотой глобус | 1957 | Лучший дебют актрисы                           | Куколка / Гигант | Победа    |
| BAFTA          | 1957 | Лучшая иностранная актриса                     | Куколка          | Номинация |